# Château de Crèvecœur (Vosges)
Pour les articles homonymes, voir Crèvecœur.
Cet article concerne le château lorrain. Pour les châteaux auvergnat et belge, voir Château de Crèvecœur (Auvergne), Château de Crèvecœur.
Le château de Crèvecœur est un château de la commune de Vaudéville dans le département des Vosges en région Grand-Est. 

## Histoire
Le château est actuellement une propriété privée qui ne se visite pas. Il fait l'objet d'une inscription au titre des monuments historiques depuis le 25 février 1974, concernant les façades, les toitures, les boiseries du petit salon et les cheminées intérieures.

## Description
Dans la seconde moitié du XVIe siècle, le goût pour la symétrie venant de l'extérieur commence à pénétrer le duché de Lorraine. C'est le cas du château de Crèvecœur, dessiné selon un plan carré et entouré de quatre tours carrées à ses quatre angles (c'est également le même plan que suit le château de Sandaucourt à l'ouest du département des Vosges, mais avec quatre tours rondes).
Un étang se trouve dans la propriété, derrière le château, alimenté par un ruisselet.